# Enigmavasum
Enigmavasum là một chi ốc biển, là động vật thân mềm chân bụng sống ở biển thuộc họ Turbinellidae.

## Các loài
Các loài thuộc chi Enigmavasum bao gồm:
- Enigmavasum enigmaticum Poppe, & Tagaro, 2005[2]